# ラブ・ドラマティック
「ラブ・ドラマティック feat. 伊原六花」（ラブ・ドラマティック フィーチャリングいはらりっか）は、2019年2月27日にリリースされた鈴木雅之39枚目のシングル。

## 背景
2016年に発売された「泣きたいよ」以来3年ぶりとなるシングルで、鈴木の楽曲では初となるアニメタイアップに起用された。
表題曲の「ラブ・ドラマティック」は、テレビアニメ『かぐや様は告らせたい〜天才たちの恋愛頭脳戦〜』のオープニングテーマに使用され、作詞・作曲にいきものがかりの水野良樹、音楽プロデュースに本間昭光、ゲストボーカルに伊原六花が参加した。カップリングの「帰りたくなったよ」は、いきものがかりが2008年にリリースしたシングル曲のカバーである。

## リリース
2019年2月27日にEpic Records Japanから、デジタルダウンロードをはじめ、描き下ろしアニメ絵柄によるデジパック仕様の期間生産限定盤と通常盤の2形態でリリースされ、いずれも収録曲は同一となっている。なお、デジタルダウンロードは2月16日から先行配信された。

## チャート成績
音楽配信サービスサイトmoraでは、2月16日からの先行配信後の2月16日と17日付のデイリーランキングで1位を獲得すると、2月18日付の総合週間ランキングでも1位を獲得し、2019年年間ダウンロードランキングのアニソン部門でも6位を獲得している。また、2月25日付のBillboard Japan Download Songsでは、同じく集計期間が2日間ながらも初登場で5位を獲得した。

## 収録曲
| 全作詞・作曲: 水野良樹、全編曲: 本間昭光。 |                                                                                             |          |            |      |
| #                                          | タイトル                                                                                    | 作詞     | 作曲・編曲 | 時間 |
| 1.                                         | 「ラブ・ドラマティック feat. 伊原六花」(TVアニメ『かぐや様は告らせたい』オープニングテーマ) | 水野良樹 | 水野良樹   | 4:21 |
| 2.                                         | 「帰りたくなったよ」                                                                        | 水野良樹 | 水野良樹   | 6:11 |
| 3.                                         | 「ラブ・ドラマティック feat. 伊原六花（89Sec. TV Size Version）」                           | 水野良樹 | 水野良樹   | 1:33 |
| 4.                                         | 「ラブ・ドラマティック（Instrumental）」                                                    | 水野良樹 | 水野良樹   | 4:23 |
| 5.                                         | 「帰りたくなったよ（Instrumental）」                                                        | 水野良樹 | 水野良樹   | 6:08 |
| 合計時間:                                  | 合計時間:                                                                                   | 22:36    |            |      |

## カバー
ラブ・ドラマティック
- 白銀御行（古川慎）・四宮かぐや（古賀葵） - 2022年4月27日発売のアルバム『KAGUYA ULTRA BEST』に収録。